# Agios Georgios, Karditsa
Ágios Geórgios är en ort i Grekland.   Den ligger i prefekturen Nomós Kardhítsas och regionen Thessalien, i den centrala delen av landet, 220 km nordväst om huvudstaden Aten. Ágios Geórgios ligger 262 meter över havet och antalet invånare är 598.
Terrängen runt Ágios Geórgios är kuperad åt sydväst, men åt nordost är den platt. Runt Ágios Geórgios är det glesbefolkat, med 12 invånare per kvadratkilometer. Närmaste större samhälle är Karditsa, 10,6 km nordost om Ágios Geórgios. I omgivningarna runt Ágios Geórgios växer i huvudsak blandskog.